# Christoph John
Christoph John (ur. 24 grudnia 1958 w Heidenheim an der Brenz) – niemiecki trener piłkarski.

## Kariera piłkarska
W swojej karierze John występował w zespole Heidenheimer SB, a także w rezerwach 1. FC Köln.

## Kariera trenerska
W latach 1998–2007 John był trenerem rezerw 1. FC Köln. W międzyczasie, w 2002 roku był tymczasowym trenerem pierwszej drużyny 1. FC Köln. W Bundeslidze zadebiutował 2 lutego 2002 w przegranym 0:1 meczu z 1. FC Kaiserslautern. Zespół 1. FC Köln poprowadził w 1 spotkaniu Pucharu Niemiec, a także w 3 meczach Bundesligi.
W 2008 roku John prowadził Wuppertaler SV z 3. Ligi. W kolejnych latach był asystentem Friedhelma Funkela w drużynach Hertha BSC, VfL Bochum  oraz Alemannia Aachen.